# Dramacon
Dramacon è un manga OEL (Original English-language manga, un manga pubblicato in inglese come lingua originale) di Svetlana Chmakova. Pubblicato originariamente negli Stati Uniti dal 2005 sino al 2007 dalla casa editrice Tokyopop, in Italia è stato portato da J-Pop che ne ha pubblicato il primo volume nel luglio 2007 per poi interrompere la serie.
Ambientato negli USA, il fumetto ha come ambientazione le convention dei fumetti, parodiando eventi come i Comicon (ad esempio il San Diego Comic-Con International o fenomeni di massa o del mondo del fumetto quali il cosplay o la vendita di doujinshi e serie autoprodotte.

## Trama

### Primo Yattacon
Christine partecipa per la prima volta ad una fiera del fumetto. La accompagnano alcuni amici ed il suo ragazzo e collaboratore, Derek; insieme hanno prodotto il loro fumetto: Wary City.
L'evento si rivela una vera frustrazione per la giovane Christie, cui tocca assistere agli innumerevoli flirt del ragazzo con le cosplayer più appariscenti, ma d'altra parte la giovane sceneggiatrice riceve lì il plauso della affermata fumettista Lida Zeff che la sprona a non arrendersi e a seguitare a scrivere fumetti, anche se da autrice autoprodotta.
Dopo l'ennesimo litigio con Derek Christie incontra Matt, un misterioso ragazzo di poche parole e dall'ironia tagliente. Subito attratta da lui, Christine si imbatte spesso in Matt e tra i due l'attrazione si rivela presto reciproca. Quando Derek scopre di Matt tenterà, ubriaco, di abusare di Christine, ma questa gli sfugge per precipitarsi da Matt e dai suoi nuovi amici. Data una lezione a Derek, Christie può finalmente godersi il resto della convention assieme allo spensierato gruppo che l'ha accolta, vendendo orecchie da gatto e gustandosi snack di bastoncini al cioccolato.
Quando arriva il giorno di tornare a casa, Christie riesce ad ottenere il numero di telefono del ritroso Matt grazie alla sorella Sandra.

### Le edizioni successive
Al suo secondo anno allo Yattacon, Christie torna portando con sé il nuovo numero di Wary City e una nuova disegnatrice: la talentuosa Bethany. Conosciuti nuovi vicini di stand, a Christie non resta che cercare il ragazzo che sogna di rivedere da un anno: Matt. Ma quando lo reincontra scopre di aver sbagliato a non averlo più richiamato: è infatti accompagnato da Emily, la sua ragazza.
Anche questa fiera si rivela ricca di emozioni: primo fra tutti l'altalenante relazione tra Matt e Christie, ancora innamorati, e poi il successo di Beth come disegnatrice che, raccomandata da Lida Zeff, colpita dal suo stile di disegno, riceve una proposta di lavoro da parte della casa editrice  Tokyopop. 
Al terzo anno, l'amicizia tra Christie e Beth è ancora salda e il loro fumetto seguita le pubblicazioni autoprodotte. Beth è addirittura riuscita a vincere il concorso per l'illustrazione ufficiale dell'evento e sulle magliette dello Yattacon campeggiano le sue creazioni. Purtroppo lo stesso entusiasmo non viene condiviso da sua madre che, sempre stata fermamente contraria alla passione per il disegno della figlia, si presenta a sorpresa alla convention assieme alla sorella e ai nipoti criticando la figlia per le sue scelte. E mentre Beth affronta i suoi problemi familiari, Christie tenta di riallacciare finalmente un rapporto con Matt, ora di nuovo single. Ad impedire il riavvicinamento della coppia vi è però ancora Emily, decisa ad ostacolare la rivale.
Quando, dopo un furioso litigio, Beth si separa da sua madre, questa viene coinvolta in un incidente d'auto. La prima a precipitarsi all'ospedale è la figlia e visto ciò, la madre non può che riavvicinarsi a lei e chiederle scusa. Finalmente in pace con se stessa, Beth decide di accettare la proposta della Tokyopop, mentre Emily, visto l'affiatamento tra Christine e Matt, dà loro la sua benedizione.

## Personaggi
Christine Leroux
Protagonista e sceneggiatrice in erba, autrice del fumetto soprannaturale Wary City.
Matt
Ragazzo scontroso ed impenetrabile, aiuta per caso Christine smarritasi nella folla della convention per poi incontrarla continuamente. Cieco e sfregiato da un occhio e deriso per ciò sin da quando bambino, Matt è perciò molto pessimista e capace di fidarsi delle persone solo difficilmente.
Lida Zeff
Fumettista veterana di Tokyopop, cura particolarmente i rapporti con gli artisti ancora amatoriali perché rivede in loro se stessa prima del successo. Si affeziona  a Christie già dal loro primo incontro. Chmakova afferma di aver creato il personaggio immaginando una fumettista affermata eppure rassicurante e propositiva, aperta ai giovani, cercando di infonderle le qualità di mentore ideale.
Bethany
Disegnatrice di Wary City e coprotagonista assieme a Christie dalla seconda fiera in poi. Sebbene ami molto disegnare è cresciuta con una madre molto autoritaria che l'ha sempre spinta a curare materie più redditizie e che le possano offrire solo sbocchi lavorativi prestigiosi.
Sandra
Sorella di Matt e grande appassionata di cosplay. Cosplayer lei stessa, cuce da sé i propri costumi e quelli per gli amici; inoltre produce e vende nekomimi  artigianali allo stand Delusion.
Greta
Timida amica di Matt e Sandra, aiuta i due fratelli allo stand.
Derek
Disegnatore e fidanzato di Christine al loro primo Yattacon. Nonostante la relazione ufficiale con Chistine flirta facilmente con le cosplayer più avvenenti. Si reimbatte nella ex alla terza edizione, accompagnato dalla nuova compagna e futura ragazza-madre.
Raj
Amico di a Monica e Hyu Jeong. Infatuato di Bethany.
Monica e Hyu Jeong
Disegnatrici amatoriali ed amiche di Raj, sono due appassionate cosplayer e vivaci pettegole. Stretta amicizia con Beth e Christine, le accompagnano anche all'edizione successiva dello Yattacon.
Emily
Fidanzata di Matt e sua compagna di studi.

## Riferimenti culturali
Alcuni fan hanno notato come la storia d'amore portante del fumetto possa essere una poco canonica trasposizione ai tempi moderni del Fantasma dell'Opera, ma l'autrice ha smentito ciò, affermando che anche il nome di Christine è stato solo una casualità.